# Tatepeira
Genre
Tatepeira est un genre d'araignées aranéomorphes de la famille des Araneidae.

## Distribution
Les espèces de ce genre se rencontrent en Amérique du Sud et en Amérique centrale.

## Liste des espèces
Selon World Spider Catalog (version 17.0, 27/03/2016) :
- Tatepeira carrolli Levi, 1995
- Tatepeira itu Levi, 1995
- Tatepeira stadelmani Levi, 1995
- Tatepeira tatarendensis (Tullgren, 1905)

## Publication originale
- Levi, 1995 : Orb-weaving spiders Actinosoma, Spilasma, Micrepeira, Pronous, and four new genera (Araneae: Araneidae). Bulletin of the Museum of Comparative Zoology, vol. 154, no 3, p. 153-213 (texte intégral).